# Eulasia bicolor
Eulasia bicolor is een keversoort uit de familie Glaphyridae. De wetenschappelijke naam van de soort is voor het eerst geldig gepubliceerd in 1838 door Waltl.